# 美国印度洋-太平洋司令部
美国印度洋-太平洋司令部（英語：United States Indo-Pacific Command），简称美国印太司令部，原稱美國太平洋司令部（英語：United States Pacific Command），為美軍最早成立的聯合作戰司令部，也是目前所有聯合司令部中規模最大的一個，下轄人數約37萬5千人，佔美國現役軍人總數的20%，其中範圍達到2億6千萬平方公里，佔地球表面52%地區的軍事行動，東西從美國西岸到印度西海岸，南北從北極到南極。

## 介绍
美国印太司令部责任区涵盖了从美国西海岸以西到印度西部边界以及从南极到北极的地球表面的一半左右。很少有地方像亚太地区的文化，社会，经济，地理，政治多样性那样丰富。包括亚太地区在内的36个国家拥有世界人口的50％以上，3,000种不同的语言，几个世界最大的军队，以及通过相互防卫条约与美国结盟的五个国家。三大经济体中有两个位于亚太地区，十四最小经济体中的十个也是如此。责任区包括世界上人口最多的国家，最大的民主国家和最大的穆斯林多数国家。三分之一以上的亚太国家是小岛屿国家，包括世界上最小的共和国和亚洲最小的国家。
美国印太司令部司令是美国太平洋司令部责任区内的最高指揮官。 印太司令通过国防部长向美国总统汇报，得到美国太平洋舰队，美国太平洋空军，美国太平洋陸軍和美国太平洋海军陸戰隊部队四個指挥部的支援。这些指挥部总部设在夏威夷，部队驻扎在整个地区。
约375,000名美国军人和文职人员配屬於印太司令部责任区。美国太平洋舰队由约200艘舰船（包括5个航空母舰战斗群），近1,100架飞机和超过13万名水手和勤务人员组成。美国太平洋海军陆战队在太平洋地区包括两支海军陆战队远征部队，约86,000名人员和640架飞机。美国太平洋空军包括约46,000名飞行员和勤务人员，以及420多架飞机。美国太平洋陆军拥有一个军团和两个部门大约106,000人，另外还有从日本和韩国到阿拉斯加和夏威夷的責任區分配的300多架飞机和5艘船只。值得注意的是，部队人员编制包括1,200多名特种作战人员。太平洋司令部文职人员约38,000人。
美国太平洋司令部与其他美国政府机构一道，保护和捍卫美国领土，其人民及其利益。該司令部与盟友和合作伙伴一道，致力于通过促进安全合作，鼓励和平发展，应对突发事件，遏制侵略，必要时争取胜利，加强亚太地区的稳定。这种方法基于伙伴关系，军事存在和军事准备。
印太司令部认识到亚太地区的全球意义，并认识到要共同面对挑战。因此，該司令部将继续是一个值得信赖的合作伙伴，致力于维护亚太地区持续繁荣的安全，稳定和自由。
印太司令部总部位于夏威夷檀香山旁史密斯營的尼米兹-麦克阿瑟大厦。

## 历史
美国太平洋司令部于1947年1月1日成立，是美国统一指挥部中历史最悠久，规模最大的。
目前的美国印太司令部包括最初屬於另外两個司令部的地区。 1947年1月1日建立的远东指挥部于1957年7月1日解散，權責由太平洋司令部承担。同一天，太平洋司令部接收了阿拉斯加指挥部的部分責任區，而太平洋地区的独立陆空部队指挥部也在夏威夷设立。
1957年10月，当时的太平洋司令部司令总部从马卡拉帕迁至史密斯營，这里也是太平洋區海军陆战队的总部。太平洋司令部总部也曾作为美国太平洋舰队总司令部，直到1958年1月，当时美国太平洋舰队与自己的指挥官成为一个独立的组成部分。
在1972年1月1日，太平洋舰队司令部承担了更多的责任，包括印度洋，南亚和北极的军事力量。原本建立于1947年1月1日的阿拉斯加司令部是最初几个建立的指挥部之一。後于1975年解散，责任转移到太平洋司令部。太平洋司令部的责任范围在1976年5月1日进一步扩大到非洲东海岸。太平洋司令部负责地球表面超过百分之五十的面积，達到一亿多平方英里。
1983年10月，太平洋司令部负责地区又一次扩大，太平洋司令部被指定对中华人民共和国、朝鲜民主主义人民共和国、蒙古和马达加斯加共和国所在区域负责。美洲空军委员会也重新指定了美国太平洋司令部总司令。
1986年，高華德-尼可拉斯法案重组法案通過，太平洋司令部指挥官拥有下达完成指定任务的统一命令的权力，并能够雇用私人部门提供的战斗力。
阿拉斯加指挥部（ALCOM）在1989年7月7日成立在阿拉斯加州埃尔门多夫空军基地，统一作为下属指挥部向美军太平洋司令部负责。 （与原来的ALCOM没有任何关系，统一的司令部在1975年解散。）阿拉斯加及其周围的水域的防御自20世纪70年代初以来又統一歸於一个指挥官的领导。
从1989年到2000年，三个统一指挥方案略微削减了太平洋司令部的责任范围。由于美國注意力集中在中东，1989年8月16日，阿曼湾和亚丁湾分配到美国中央司令部司令。1996年1月1日，塞舌尔和相邻的水域转移到了美国中央司令部。2000年10月1日，坦桑尼亚，莫桑比克和南非以外的印度洋水域转交给美国欧洲司令部。
由于2001年9月11日的恐攻事件和随后的恐怖主义战争以及2001年“四年防务评估报告”中提出的新的防务战略，统一指挥方案发生了变化。为了国土安全而建立了新的北方司令部，各种指挥部职责的其他变化导致了太平洋司令部的重大变化。北美西海岸从太平洋司令部重新分配到北方司令部。当阿拉斯加被重新分配納入北方司令部时，阿拉斯加指挥部队仍然被分配到太平洋司令部的“统一命令部队备忘录”。南极也加進太平洋司令部的责任范围。 2002年4月批准后，新的统一指挥计划于2002年10月1日生效。
自2002年10月24日起，按照国防部长的指示，“美国太平洋司令部总司令”改称为“美国太平洋司令部司令”。正如国防部长拉姆斯菲尔德所说，只有一名总司令，那就是美国总统。
2008年12月17日签署的2008年统一指挥计划把东经68度以西的印度洋区域從美国太平洋司令部的改隸新成立的美国非洲司令部。结果，以前屬於太平洋司令部的非洲东海岸的四个岛屿国家，科摩罗、马达加斯加、毛里求斯和留尼旺改屬非洲司令部。
2018年6月1日，时任美国国防部长詹姆斯·马蒂斯宣布将太平洋司令部改名为印太司令部。

## 史密斯营历史
H.M.SMITH基地，是美国太平洋司令部总部以及太平洋海军陆战队司令所在地，位于瓦胡岛珍珠港上的Halawa 高地，海拔约600英尺，靠近aiea社区。这里曾经覆蓋在甘蔗田下。史密斯营地选址1941年3月17日就透過国会的一项法案通过，作为新的海军医院院址。 占地220.5英亩，初步投资为912,000美元，后额外增加了1,400万美元。医院建设始于1941年7月。日本在1941年12月7日对珍珠港进行攻击后，这个计划中要兴建1,650个床位的设施竣工了。 1942年11月11日，切斯特·尼米兹海军上将参加“爱亚海军医院”的投入使用仪式时，已经需要扩张。
在第二次世界大战期间，爱亚海军医院在太平洋战争中成为数千名受伤的海軍水兵和海军陆战队员的临时治疗站。在1945年2月至3月的硫磺岛战役之后，医院充满了5,676名住院患者，是历史上任何时候最高的。
1949年6月1日，在陆军和海军医疗机构转移到新建的三平陆军医疗中心的同时，该医院停止运行。这里被空置并将要出售，海军陆战队于1955年将该地点选为“太平洋舰队海军陆战队之家”。该处于1955年6月8日更名，以纪念太平洋舰队海军陆战队第一任总司令和第二次世界大战期间受到高度评价的海军陆战队領導人霍蘭·史密斯将军。海军陆战队于1955年10月开始重建原址，史密斯军营在1956年1月31日投入使用之前两周就全面运作。
1957年10月，史密斯军营也成为太平洋司令部的总部，其也位于愛亞海軍醫院。2001年2月，一个新的司令部总部大楼拔地而起。2004年2月至4月期间，建筑工程已经完成，人们开始进入新的700号楼。2004年4月14日尼米兹-麦克阿瑟太平洋指挥中心正式投入使用，虽然两人都没有指挥过太平洋司令部，但这座建筑的命名是为了纪念二战中太平洋战争的两位将军，海军总参谋长尼米兹，陆军上將道格拉斯麦克阿瑟。

## 責任轄區

印太司令部責任區示意圖

美國印太司令部的管轄區域覆蓋超過50%的地球表面面積 - 約1.05億平方英里（2.72億平方公里），近60%的世界人口，橫跨36個國家和16個時區。世界上兵力達前6大的軍隊（即美軍、俄羅斯聯邦軍、中國人民解放軍、印度軍隊、朝鮮人民軍及大韓民國國軍）與區域性防禦部隊（日本自衛隊、中華民國國軍）、獨立國家軍隊（菲律賓武裝部隊、蒙古國武裝部隊、澳大利亞國防軍）均集中於此區內。
責任轄區包括太平洋自西經092°北至北緯8°，西至西經112°，西北至北緯50°／西經142°，西至東經170°，北至北緯53°，東北至北緯65°30'／西經169°，北至北緯90°；北冰洋自西經169°，東至東經100°）；以區域分，包含中華人民共和國、蒙古、朝鮮（此三國於1983年1月劃入）、韓國、日本、台灣（依據1954年《中美共同防禦條約》及1979年《台灣關係法》而納入，1979年1月1日斷交前，稱其正式國名中華民國）、東南亞、印度洋（1972年1月1日劃入，不含東經68°以西區域）、澳洲、紐西蘭、南極大陸等 。

## 總部
美國印太司令部總部目前設於夏威夷歐胡島上、霍蘭·史密斯營海軍陸戰隊基地內的尼米茲－麥克阿瑟指揮中心（Nimitz-MacArthur Pacific Command Center）。指揮部內約有530名現役官兵，來自海陸空三軍、陸戰隊及海岸警衛隊，此外亦有110名民間雇員。其內設人事、情報、作戰、後勤及通信等部門。

## 部隊與組織架構
由於印太司令部為一聯合司令部，人員來自陸軍、海軍、空軍及海軍陸戰隊，共計30萬人（佔美軍現役官兵的20%）。其中又大致分為三種：第一種是前緣部署人員（Forward-Deployed），為數10萬人。其餘20萬人則由前緣基地人員（Forward-Based）及美國本土基地人員（CONUS-Based）構成。

### 部隊結構
- 美國太平洋陸軍（司令部駐地：沙夫特堡（英语：Fort Shafter））
  - 第25步兵師（夏威夷、阿拉斯加）
  - 第7步兵師
  - 第94陸軍空中與導彈防禦司令部（94th Army Air and Missile Defense Command，夏威夷與日本沖繩嘉手納基地）
  - 第11空降師
  - 美國駐日陸軍司令部（日本座間基地）
  - 美國太平洋陸軍化學設施（U.S. Army Chemical Activity Pacific，夏威夷強斯頓環礁）（已裁撤）
  - 第9區域支援司令部（英语：9th Mission Support Command）
- 美國太平洋艦隊（司令部駐地：珍珠港）
  - 第三艦隊（加州洛瑪角基地）
  - 第七艦隊（日本橫須賀基地）
- 美國太平洋海軍陸戰隊（司令部駐地：史密夫營（英语：Camp H. M. Smith））[8]
  - 第1遠征軍（加州潘德頓營）
  - 第3遠征軍（日本沖繩考特尼營（英语：Camp Courtney））
- 美國太平洋空軍（司令部駐地：希卡姆基地（英语：Hickam Air Force Base））
  - 第五航空隊（日本橫田基地）
  - 第七航空隊（韓國烏山基地）
  - 第十一航空隊（阿拉斯加埃爾門多夫基地（英语：Joint Base Elmendorf-Richardson））
  - 第十三航空隊（夏威夷希卡姆基地）
- 美國印度洋-太平洋司令部太空軍（司令部駐地：希卡姆基地（英语：Hickam Air Force Base））
  - 美國駐韓太空軍（韓國烏山基地）

註1：美國陸軍第1軍（軍部設於華盛頓州）的任務亦在太平洋地區，其前沿基地設於日本座間基地，並負責指揮第2步兵師4個旅級戰鬥部隊中的3個（史崔克旅）。

### 次級聯合司令部
- 太平洋特戰司令部（英语：Special Operations Command Pacific）（夏威夷史密斯營）
  - 第510聯合特遣隊（Joint Task Force 510）
  - 聯合特戰特遣隊－菲律賓分隊（Joint Special Operation Task Force – Philippines）[9][10][11]
  - 第1特種部隊群
  - 第353特戰群（英语：353d Special Operations Group）
  - 海軍特種作戰第1小隊（Naval Special Warfare Unit-1）
- 駐日美軍司令部（東京橫田空軍基地）
- 駐韓美軍司令部（首爾龍山基地）
- 阿拉斯加司令部（英语：Alaskan Command）（安克拉治埃爾門多夫空軍基地（英语：Joint Base Elmendorf-Richardson））

### 常設聯合特遣部隊
- 西部聯合跨部特遣隊（英语：Joint Interagency Task Force West）（史密斯營，掃毒任務支援機構）
- 聯合戰俘及失蹤人員統計司令部（英语：Joint POW/MIA Accounting Command）（夏威夷希卡姆空軍基地）
- 國土防禦聯合特遣隊（英语：Joint Task Force-Homeland Defense）（夏威夷夏夫特堡（英语：Fort Shafter））

### 其他支援單位
- 亞太安全研究中心（英语：Asia-Pacific Center for Security Studies）（夏威夷檀香山）
- 聯合情報作戰中心（Joint Intelligence Operations Center，夏威夷珍珠港）
- 高效災害管理和人道救援中心（英语：Center for Excellence in Disaster Management and Humanitarian Assistance）[12]（夏威夷崔普勒陸軍醫學中心（英语：Tripler Army Medical Center））
- 太平洋災害中心

## 歷屆指揮官
印太司令部的戰鬥指揮官可直接向美國國防部長匯報，在正式體制上則需透過參謀長聯席會議主席。
美軍太平洋司令部司令原本兼任太平洋艦隊司令官，在1958年1月後，太平洋艦隊經改組而成為太平洋司令部下轄單位，艦隊司令職位才與太平洋司令分離。2002年以前，太平洋司令的頭銜是「美國太平洋司令部最高指揮官」（Commander-in-Chief, U.S. Pacific Command，簡稱）。2002年10月24日後，應時任國防部長唐纳德·倫斯斐之令，改為「美國太平洋司令部司令」（Commander, U.S. Pacific Command，簡稱），2018年隨單位改名為「美國印太司令部司令」。

### 太平洋司令部司令兼太平洋艦隊司令
| 任次. | 肖像 | 姓名                                                            | 服役单位 | 就任时间      | 卸任时间      |
| ----- | ---- | --------------------------------------------------------------- | -------- | ------------- | ------------- |
| 1.    |      | 约翰·亨利·托尔斯 上将 Adm John Henry Towers (1885-1955)         | 美国海军 | 1947年1月1日  | 1947年2月28日 |
| 2.    |      | 路易斯·埃米尔·登菲尔德 上将 Adm Louis Emil Denfeld (1891-1972)  | 美国海军 | 1947年3月1日  | 1947年12月3日 |
| 3.    |      | 德威特·克林顿·拉姆齐 上将 Adm DeWitt Clinton Ramsey (1888-1961) | 美国海军 | 1947年12月4日 | 1949年4月30日 |
| 4.    |      | 亚瑟·雷德福 上将 Adm Arthur William Radford (1896-1973)         | 美国海军 | 1949年5月1日  | 1953年7月10日 |
| 5.    |      | 菲力克斯·斯顿普 上将 Adm Felix Budwell Stump (1894-1972)        | 美国海军 | 1953年7月11日 | 1958年1月13日 |

### 太平洋司令部司令
| 任次. | 肖像 | 姓名                                                                               | 服役单位 | 就任时间       | 卸任时间       |
| ----- | ---- | ---------------------------------------------------------------------------------- | -------- | -------------- | -------------- |
| 5.    |      | 菲力克斯·斯顿普 上将 Adm Felix Budwell Stump (1894-1972)                           | 美国海军 | 1958年1月14日  | 1958年7月31日  |
| 6.    |      | 哈里·唐纳德·费尔特上将 Adm Harry Donald Felt (1902-1992)                           | 美国海军 | 1958年8月1日   | 1964年6月30日  |
| 7.    |      | 小尤利塞斯·辛普森·格兰特·夏普 上将 Adm Ulysses Simpson Grant Sharp Jr. (1906-2001) | 美国海军 | 1964年7月1日   | 1968年7月31日  |
| 8.    |      | 小约翰·席德尼·麦凯恩 上将 Adm John Sidney McCain Jr. (1911-1981)                   | 美国海军 | 1968年8月1日   | 1972年8月31日  |
| 9.    |      | 诺埃尔·阿瑟·梅雷迪斯·盖勒 上将 Adm Noel Arthur Meredyth Gayler (1914-2011)         | 美国海军 | 1972年9月1日   | 1976年8月30日  |
| 10.   |      | 莫里斯·富兰克林·韦斯纳 上将 Adm Maurice Franklin Weisner (1917-2006)               | 美国海军 | 1976年8月31日  | 1979年10月31日 |
| 11.   |      | 罗伯特·莱曼· 约翰·朗 上将 Adm Robert Lyman John Long (1920-2002)                   | 美国海军 | 1979年11月1日  | 1983年6月30日  |
| 12.   |      | 小威廉·詹姆斯·克罗 上将 Adm William James Crowe Jr. (1925-2007)                    | 美国海军 | 1983年7月1日   | 1985年9月18日  |
| 13.   |      | 罗纳德·杰克逊·海斯 上将 Adm Ronald Jackson Hays (1928-)                            | 美国海军 | 1985年9月19日  | 1988年9月30日  |
| 14.   |      | 亨廷顿·Hardisty 上将 Adm Huntington Hardisty (1929-2003)                           | 美国海军 | 1988年10月1日  | 1991年2月28日  |
| 15.   |      | 查尔斯·罗伯特·拉尔森 上将 Adm Charles Robert Larson (1936-2014)                    | 美国海军 | 1991年3月1日   | 1994年7月10日  |
| 代理  |      | 哈罗德·菲尔茨 中将                                                                 | 美国陆军 | 1994年7月11日  | 1994年7月19日  |
| 16.   |      | 理查德·切斯特·马克 上将 Adm Richard Chester Macke (1938-)                          | 美国海军 | 1994年7月20日  | 1996年1月31日  |
| 17.   |      | 約瑟·普理赫 上将 Adm Joseph Wilson Prueher (1942-)                                 | 美国海军 | 1996年2月1日   | 1999年2月20日  |
| 18.   |      | 丹尼斯·布莱尔 上将 Adm Dennis Cutler Blair (1947-)                                 | 美国海军 | 1999年2月21日  | 2002年5月2日   |
| 19.   |      | 湯瑪斯·法戈 上將 Adm Thomas Boulton Fargo (1948-)                                  | 美国海军 | 2002年5月3日   | 2005年2月26日  |
| 20.   |      | 威廉·法倫 上將 Adm William Joseph Fallon (1944-)                                   | 美国海军 | 2005年2月27日  | 2007年3月3日   |
| 代理  |      | 丹尼爾·里弗 中將                                                                   | 美国空军 | 2007年3月4日   | 2007年3月23日  |
| 21.   |      | 蒂莫西·J·基廷 上將 Adm Timothy J. Keating (1948-)                                  | 美国海军 | 2007年3月24日  | 2009年10月19日 |
| 22.   |      | 羅伯特·威拉德 上將 Adm Robert Frederick Willard (1950-)                            | 美国海军 | 2009年10月20日 | 2012年3月9日   |
| 23.   |      | 薩繆爾·洛克利爾三世 上將 Adm Samuel Jones Locklear III (1954-)                     | 美国海军 | 2012年3月10日  | 2015年5月27日  |
| 24.   |      | 哈里·B·哈里斯 上將 Adm Harry Binkley Harris Jr. (1956-)                            | 美国海军 | 2015年5月28日  | 2018年5月31日  |

### 印太司令部司令
| 任次. | 肖像 | 姓名                                                           | 服役单位 | 就任时间     | 卸任时间      |
| ----- | ---- | -------------------------------------------------------------- | -------- | ------------ | ------------- |
| 25.   |      | 菲利普·戴維森上將 Philip Scot Davidson (1960-)                 | 美国海军 | 2018年6月1日 | 2021年4月30日 |
| 26.   |      | 约翰·克里斯托弗·阿奎利诺上將 John Christopher Aquilino (1962-) | 美国海军 | 2021年5月1日 | 2024年5月3日  |
| 27    |      | 塞繆爾·帕帕羅上將 Samuel Paparo (1964-)                        | 美国海军 | 2024年5月4日 | 現任          |

## 外部連結
- United States Pacific Command official website （页面存档备份，存于）